# Thomasin McKenzie
Thomasin Harcourt McKenzie (Wellington, Nova Zelândia, 26 de julho de 2000) é uma atriz neozelandesa. Ela é mais conhecida pelo seu papel de destaque no filme estadunidense Leave No Trace, pelo qual foi elogiada pela crítica, e por interpretar uma judia escondida na Alemanha Nazista na sátira Jojo Rabbit, também sendo elogiada pela sua atuação.

## Biografia
McKenzie nasceu em Wellington, Nova Zelândia. É filha da atriz e professora de atuação Miranda Harcourt e do diretor Stuart McKenzie. Ela é neta da também atriz Kate Harcourt e de Peter Harcourt. Peter era da família que fundou a empresa imobiliária australiana Harcourts International.
Thomasin começou a seguir os passos da mãe e da avó na atuação em 2012. Interpretou Lucy Lewis na websérie infanto-juvenil Lucy Lewis Can't Lose, na qual contracenou com sua mãe e avó.
Em 2021 atuou com Anya Taylor-Joy no filme Last Night in Soho , dirigido por Edgar Wright, e co-escrito por ele e Krysty Wilson-Cairns.
Em 2023 foi protagonista do filme Eileen baseado no livro de Ottessa Moshfegh e dirigido por William Oldroyd. 
McKenzie mora em Wellington, onde estudou na Samuel Marsden Collegiate School, graduando-se em 2018.

## Filmografia

### Filmes
| Ano  | Título                                    | Personagens           | Notas |
| ---- | ----------------------------------------- | --------------------- | ----- |
| 2012 | Existence                                 | Scraps                |       |
| 2014 | Consent: The Louise Nicholas Story        | Louise (jovem)        |       |
| 2014 | The Hobbit: The Battle of the Five Armies | Astrid                |       |
| 2017 | The Changeover                            | Rose Keaton           |       |
| 2018 | Leave No Trace                            | Tom                   |       |
| 2019 | The King                                  | Filipa da Inglaterra  |       |
| 2019 | Jojo Rabbit                               | Elsa Korr             |       |
| 2019 | True History of the Kelly Gang            | Mary                  |       |
| 2020 | Lost Girls                                | Sherre Gilbert        |       |
| 2021 | The Justice of Bunny King                 | Tonyah                |       |
| 2021 | Old                                       | Maddox Cappa          |       |
| 2021 | Last Night in Soho                        | Eloise "Ellie" Turner |       |
| 2021 | The Power of the Dog                      | Lola                  |       |
| 2023 | Eileen                                    | Eileen Dunlop         |       |
| ASD  | Joy                                       | Jean Purdy            |       |

### Televisão
| Ano         | Título                             | Personagem   | Notas             |
| ----------- | ---------------------------------- | ------------ | ----------------- |
| 2014        | Consent: The Louise Nicholas Story | Jovem Louise | Filme para TV     |
| 2015 - 2020 | Shortland Street                   | Pixie Hannah | 28 episódios      |
| 2016        | Bright Summer Night                | Petra Quince | Episode: "Finale" |
| 2016        | Jean                               | Jovem Jean   | Filme para TV     |
| 2017        | The Cul De Sac                     | Willa        | 3 episódios       |
| 2017        | Lucy Lewis Can't Lose              | Lucy Lewis   | 11 episódios      |
| TBA         | Life After Life                    |              | Anunciado         |

### Curta
| Ano  | Titulo             | Personagem   |
| ---- | ------------------ | ------------ |
| 2014 | A Long Beside      | Kate (jovem) |
| 2015 | The Boyfriend Game | Edith        |